# Jiří Georg Dokoupil
Jiří Georg Dokoupil (Krnov, 3 juni 1954) is een Duits-Tsjechisch kunstschilder, tekenaar en graficus. Hij werd in het begin van de jaren 1980 bekend als een van de Nieuwe Wilden uit Keulen.

## Levensloop
In 1968 vluchtte Dokoupil met zijn familie vanuit Tsjechië naar Duitsland. Van 1976 tot 1978 deed hij kunstopleidingen in Keulen, Frankfurt am Main en in New York aan de Cooper Union bij de conceptuele kunstenaar Hans Haacke. Vanaf 1980 behoorde hij naast Walter Dahn, Hans Peter Adamski, Peter Bömmels, Gerard Kever en Gerhard Naschberger tot de Keulse kunstenaarsgroep Mülheimer Freiheit.
De jonge kunstenaars deelden een gemeenschappelijk atelier op een achterplaatsje in de straat Mülheimer Freiheit in Keulen. In Nederland werd hij bekend door zijn tentoonstellingen in het Groninger Museum onder Frans Haks in 1981 (groep) en in 1984 (met Walter Dahn). Zij werden in die tijd in Nederland vertegenwoordigd door de galerie van Riekje Swart
In 1982 had Dokoupil zijn eerste tentoonstellingen van schilderijen die hij samen met Walter Dahn gemaakt had. In hetzelfde jaar nam hij deel aan de documenta 7 in Kassel. In 1983-1984 deelde hij met Dahn een docentschap aan de Kunstacademie Düsseldorf. In 1984 nam hij deel aan de spraakmakende tentoonstellung Von hier aus – Zwei Monate neue deutsche Kunst in Düsseldorf.
Dokoupil geeft sinds 1989 les aan de kunstacademie van Madrid Circulo de Bellas Artes. Vanwege het vermijden van een persoonlijk 'handschrift' in zijn kunst kreeg hij de bijnaam 'De Sphinx'. Dokoupil woont en werkt afwisselend in Berlijn, Praag, Madrid en in Santa Cruz de Tenerife.

## Werk
Sinds 1986 maakte Dokoupil schilderijen zonder gebruik te maken van een kwast of penseel. Hij gebruikte in plaats daarvan verschillende andere technieken en materialen zoals roet van kaarsen, afdrukken van autobanden en verf uit spuitbussen. Zijn erotische tekeningen werden gemaakt met roet en moedermelk. In zijn nieuwere werk zijn thema's te zien als kinderen, panters en zwepen. In 2003/2004 werd zijn werk getoond in de tentoonstelling Obsessive Malerei – Ein Rückblick auf die Neuen Wilden in Karlsruhe. Een veelbesproken tentoonstelling van hem was het retrospectief Malerei im 21. Jahrhundert – Werkschau 1981–2005 die in 2005 in de Deichtorhallen in Hamburg en in 2006 in de Nationale galerie in Praag te zien was.
Dokoupil wilde zich nooit laten vastpinnen op een eigen onwrikbare stijl. Liever ontdekte hij steeds weer nieuwe beeldende methodes waarmee hij onophoudelijk experimenteert. De enige constante lijkt een bepaalde expressiviteit en zijn belangstelling voor het erotische. Op dit moment bestaat zijn werk uit meer dan zestig grote series in meer dan honderd stijlen en technieken. 

## Series
Hieronder een keuze uit Dokoupils series:
- Mülheimer Freiheit (1980–1981)
- Blaue Bilder über Liebe (1982)
- Neue Kölner Schule (1982)
- Documenta Bilder (1982)
- Theoretische Bilder (1983)
- Frottee Bilder (1983–1984)
- Das Apfelmädchen (1984)
- Kinder Bilder (1983–1985)

- Corporations & Products (1985–1986)
- Madonnas in Ecstasy (1985–1987)
- Esoterische Bilder (1987)
- Christus Bilder (1986–1987)
- Soot Bilder (sinds 1989)
- Muttermilch Bilder (1989–1991)
- Reifen Bilder (1991–1992)
- Seifenblasen Bilder (sinds 1992)

- Die grünen Bilder (1996)
- Slawische Bilder (1996–1999)
- Pigment Bilder (1998–2002)
- Peitschen Bilder (2002–2003)
- Buddha Bilder (2003–2004)
- Die Arrugadischen Bilder (1999–2005)
- Kino Bilder (sinds 2007)

## Solotentoonstellingen
- Galerie am Markt, Schwäbisch Hall, 2010
- Prague Castle Riding School, Praha, 2010
- Galerie Bruno Bischofberger en Galerie Andrea Caratsch, Zürich, 2009
- Ben Brown Fine Arts, London, 2008
- Deichtorhallen, Hamburg, 2005
- Nationale galerie, Praag, 2005
- Dům umění (Haus der Kunst), Brno, 2005
- Centro Atlantico de Arte Moderno CAAM, Las Palmas de Gran Canaria, 2003
- Kestner Gesellschaft, Hannover, 2002
- Centraal Museum, Utrecht, 2002

- Milton Keynes Gallery, Central Milton Keynes, 2002
- Museo Nacional Centro de Arte Reina Sofía, Madrid, 2002
- Château de Chenonceau, Chenonceaux, 1999
- Museum Weimar, Weimar, 1997
- Museum Moderner Kunst Stiftung Ludwig Wien, Wenen, 1997
- Centre d'Art Contemporain de Fréjus, Fréjus, 1996
- Tony Shafrazi Gallery, New York, 1994
- Sala Amárica, Diputación Foral de Alava, Vitoria-Gasteiz, 1993
- Galería Juana de Aizpuru, Madrid, 1992
- Horsens Kunstmuseum, Lund, 1991

- Kunsthalle Kiel, Kiel, 1991
- Robert Miller Gallery, New York, 1990
- Fundación Caja de Pensiones, Madrid, 1989
- Galerie Bruno Bischofberger, Zürich, 1987
- Ileana Sonnabend Gallery, New York, 1986
- Leo Castelli Gallery, New York, 1985
- Museum Folkwang, Essen, 1984
- Kunstmuseum Luzern, Luzern, 1984
- Groninger Museum, Groningen, 1984
- Espace Lyonnais d'Art Contemporain, Lyon, 1984
- Gallery Mary Boone, New York, 1983
- Galerie Paul Maenz, Köln, 1982

## Films
- Martin Kippenberger und Co – Ein Dokument. Ich kann mir nicht jeden Tag ein Ohr abschneiden. Jaqueline Kaess Farquet. München 1985/2010. DVD. 25 min., Independent Artfilms